# Choʻlpon
 (décembre 2023).
 (décembre 2023).
Abdulhamid Sulaymon oʻgʻli Yunusov (ouzbek : Abdulhamid Sulaymon oʻgʻli Yunusov, Абдулҳамид Сулаймон ўғли Юнусов, 1893 - 4 octobre 1938), plus connu sous son nom de plume Choʻlpon (parfois orthographié Cholpán en anglais), était un poète ouzbek,.
Choʻlpon était l'un des poètes les plus populaires d'Asie centrale pendant la première moitié du XXe siècle. Il a également été le premier à traduire les pièces de William Shakespeare en langue ouzbèke.
Les œuvres de Choʻlpon ont eu un impact majeur sur les travaux d'autres écrivains ouzbeks. Il a été l'un des premiers auteurs à introduire le réalisme dans la littérature ouzbèke. Malheureusement, Choʻlpon a été exécuté pendant la Grandes Purges sous la direction de Joseph Staline.

## Vie
Abdulhamid Sulaymon oʻgʻli Yunusov est né en 1893 à Andijan. Son père, Sulaymonqul Mulla Muhammad Yunus oʻgʻli, était un homme instruit. Choʻlpon a d'abord étudié dans une madrasa. Plus tard, il s'est inscrit dans une école tuzem russe (en russe : Ру́сско-тузе́мная шко́ла), une école primaire pour les non-Russes au Turkestan.
De 1919 à 1920, Choʻlpon a travaillé en tant que rédacteur en chef du journal TurkROSTA. Il a également travaillé au sein de la rédaction de nombreuses autres publications, telles que Ishtirokiyun, Qizil bayroq (Le Drapeau Rouge), Turkiston (Turkestan), Buxoro axbori (Les Nouvelles de Boukhara) et Darhon.
Comme de nombreux auteurs ouzbeks de son époque, tels qu'Abdulla Qodiriy et Abdurrauf Fitrat, Choʻlpon a été exécuté pendant la Grandes Purges sous la direction de Joseph Staline,. Il fut arrêté comme «ennemi du peuple» en 1937 et tué le 4 octobre 1938.

## Travail
Les premiers poèmes de Choʻlpon ont été publiés dans «Oʻzbek yosh shoirlari»  (Jeunes poètes ouzbeks), une collection de poèmes par de jeunes poètes ouzbeks, en 1922. Ses trois recueils de poèmes, à savoir «Uygʻonish» (L'Éveil) (1922), «Buloqlar» (Les Sources) (1924) et «Tong sirlari» (Les Secrets de l'Aube) (1926), ont été publiés de son vivant. Le roman de Choʻlpon, «Kecha va kunduz» (Nuit et Jour), est l'un des romans les plus acclamés de la littérature ouzbèke.
Les œuvres de Choʻlpon ont eu un impact majeur sur les travaux d'autres écrivains ouzbeks. Il a été l'un des premiers auteurs à introduire le réalisme dans la littérature ouzbèke. Choʻlpon utilisait un langage clair et direct dans ses œuvres. Il faisait appel à l'identité nationale ouzbèke dans certains de ses travaux, ce qui lui a valu d'être critiqué en tant que nationaliste bourgeois dans les sources soviétiques.
En plus d'écrire de nombreux poèmes, pièces de théâtre et nouvelles, Choʻlpon a traduit les œuvres de différents écrivains étrangers, notamment celles d'Alexandre Pouchkine (Boris Godounov et Dubrovsky), de Maxime Gorki et de William Shakespeare (Hamlet), en ouzbek. En particulier, il a traduit Hamlet de Shakespeare en ouzbek.

### Drames
Les premières incursions de Chulpan dans le domaine du théâtre remontent à 1919, lorsqu'il écrivit de petites pièces de théâtre telles que «Temirchi» («Le forgeron»), «Gunoh» («Le péché»), «Cho'rining isyoni» («La rébellion de la servante»). Au début des années 1920, il publia «Yorqinoy», «Xalil Farang» («Khalil farang»), «Qotil» («Le tueur») (1921), «Sevgi va Saltanat» («Amour et Royaume»), «Cho'lpon sevgisi» («L'amour de Cho'lpon») (1922)[réf. nécessaire].